# Verd celadont

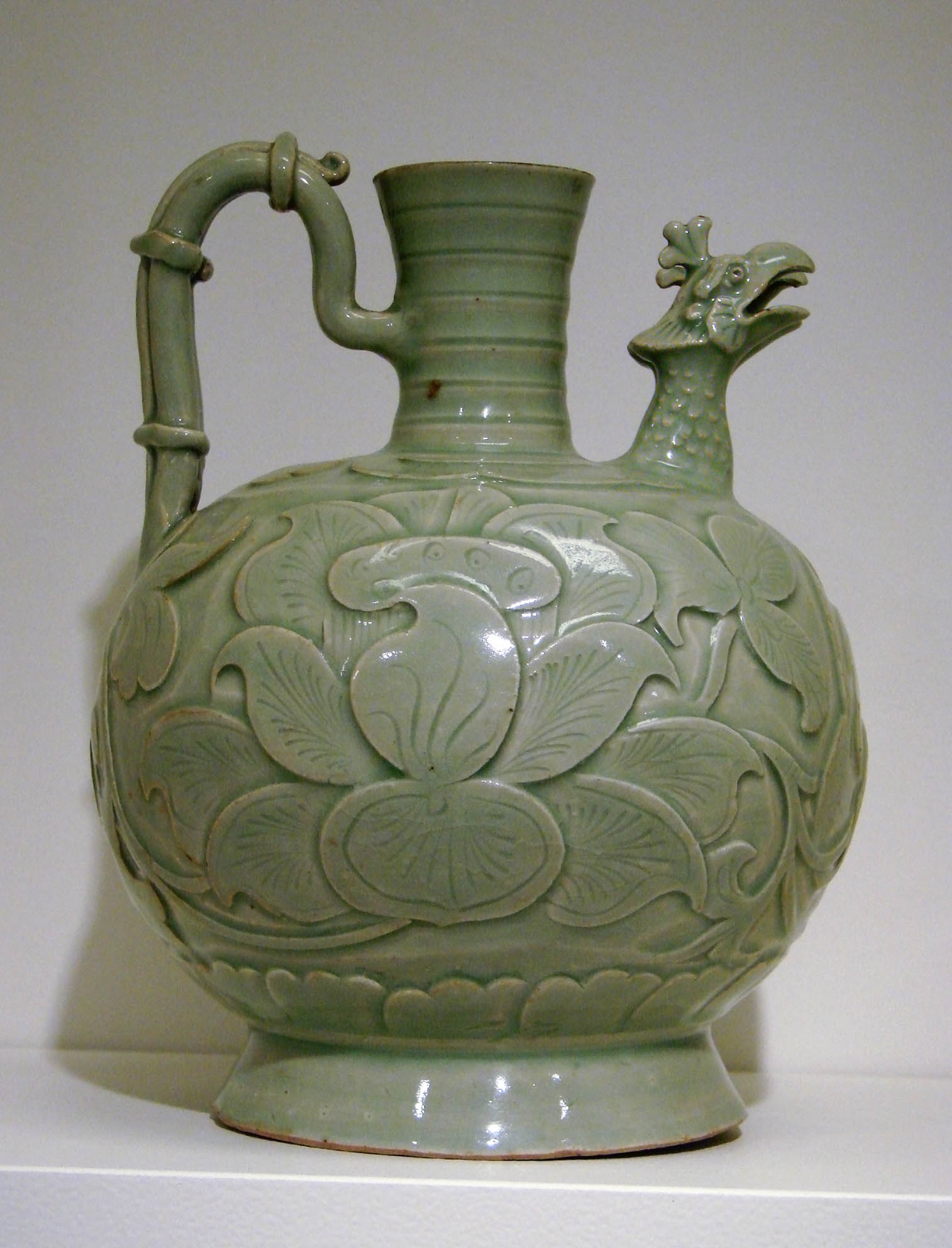
Porcellana celadont de l'època Song

El verd celadont és un nom de color per a una tonalitat de verd.
El nom de verd celadont s'inspira en el del personatge Celadont, de la novel·la pastoral L'Astrée d'Honoré d'Urfé, publicada el 1610. El pastor de Celadont porta llaços verds. La novel·la va ser escrita en un moment en què els productes qingci dels tallers xinesos de Longquan anaven guanyant popularitat a França: aquestes porcellanes xineses s'anomenaven celadont en referència a la novel·la de moda.
El nom s'ha mantingut, puixque Castel el compta entre les colors compostes de la seva Òptica de colors publicada l'any 1741, i la considera equivalent a una mescla de 3 blaus per 1 groc. Al segle xix Chevreul es va aplicar a definir les colors. Els situa en una esfera les tintes de la qual s'identifiquen entre si i en relació amb les línies de Fraunhofer de l'espectre visible, i del blanc al negre. Cercant a verificar les afirmacions de Castel, va mesclar una part de gomaguta i 3 de carbonat de coure, i va obtenir un to de celadont que va col·locar com verd 5/10 10 to. Repetint les seves proves amb una part de cromat de zinc a tres parts de carbonat de coure va obtenir 8 verd-blau 8 to.
El nom celadont s'associa avui gairebé sempre amb la porcellana, generalment xinesa.
Tanmateix, trobem un fil verd celadont núm. 563.